# Línea N9 (EMT Madrid)
La línea N9 de la Empresa Municipal de Transportes de Madrid es una línea nocturna que conecta la Plaza de Cibeles con el Ensanche de Vallecas. La línea es una mezcla entre las líneas 10 (entre Cibeles y Mariano de Cavia) 14 (entre Cibeles y Conde de Casal)  y 145 (entre Conde de Casal y Ensanche de Vallecas), si bien también hace una pequeña parte del recorrido de las líneas 54, 58 y 142.

## Características
La línea, al igual que todas las líneas nocturnas de Madrid de la red de búhos, empieza su camino en la plaza de Cibeles y sus horarios de salida de la misma coinciden con los de otras líneas para permitir el transbordo, yendo al Ensanche de Vallecas, donde realiza un circuito neutralizado. También da servicio a Santa Eugenia.
La primitiva línea N9 fue creada en 1974 y unía Cibeles con Lacoma teniendo un recorrido similar al de la actual N21. Santa Eugenia y Villa de Vallecas estaban cubiertas por la entonces línea N4. 
Con la ampliación de 11 a 20 líneas en 1994 paso a circular entre Cibeles y Entrevías teniendo un recorrido similar al de las líneas N10 y N11. La entonces línea N8 cubría Santa Eugenia y Villa de Vallecas. 
Recibió su recorrido actual con la ampliación de 20 a 24 líneas en 2002. En mayo de 2009 fue ampliada al Ensanche de Vallecas. 

## Horarios
| Domingos a jueves y festivos           |                                |                                |                                |                                |                                |                                |                                |                                |                                |                                |                                |                                |                                |                                |                                |
| Cibeles > Ensanche de Vallecas         | Cibeles > Ensanche de Vallecas | Cibeles > Ensanche de Vallecas | Cibeles > Ensanche de Vallecas | Cibeles > Ensanche de Vallecas | Cibeles > Ensanche de Vallecas | Cibeles > Ensanche de Vallecas | Cibeles > Ensanche de Vallecas | Ensanche de Vallecas > Cibeles | Ensanche de Vallecas > Cibeles | Ensanche de Vallecas > Cibeles | Ensanche de Vallecas > Cibeles | Ensanche de Vallecas > Cibeles | Ensanche de Vallecas > Cibeles | Ensanche de Vallecas > Cibeles | Ensanche de Vallecas > Cibeles |
| 00                                     | 01                             | 02                             | 03                             | 04                             | 05                             | 06                             | 07                             | 23                             | 00                             | 01                             | 02                             | 03                             | 04                             | 05                             | 06                             |
| 00 35                                  | 10 45                          | 20 55                          | 30                             | 05 40                          | 15                             |                                |                                | 40                             | 15 50                          | 25                             | 00 35                          | 10 45                          | 20                             | 00 45                          |                                |
| Viernes, sábados y vísperas de festivo |                                |                                |                                |                                |                                |                                |                                |                                |                                |                                |                                |                                |                                |                                |                                |
| Cibeles > Ensanche de Vallecas         | Cibeles > Ensanche de Vallecas | Cibeles > Ensanche de Vallecas | Cibeles > Ensanche de Vallecas | Cibeles > Ensanche de Vallecas | Cibeles > Ensanche de Vallecas | Cibeles > Ensanche de Vallecas | Cibeles > Ensanche de Vallecas | Ensanche de Vallecas > Cibeles | Ensanche de Vallecas > Cibeles | Ensanche de Vallecas > Cibeles | Ensanche de Vallecas > Cibeles | Ensanche de Vallecas > Cibeles | Ensanche de Vallecas > Cibeles | Ensanche de Vallecas > Cibeles | Ensanche de Vallecas > Cibeles |
| 00                                     | 01                             | 02                             | 03                             | 04                             | 05                             | 06                             | 07                             | 23                             | 00                             | 01                             | 02                             | 03                             | 04                             | 05                             | 06                             |
| 00 20 40                               | 00 15 30 45                    | 00 15 30 45                    | 00 15 30 45                    | 00 15 30 45                    | 00 20 45                       | 15                             | 00                             | 30 55                          | 20 40                          | 00 20 35 50                    | 05 20 35 50                    | 05 20 35 50                    | 05 20 35 50                    | 10 30 50                       | 15                             |
| Sólo sábados y vísperas de festivo     |                                |                                |                                |                                |                                |                                |                                |                                |                                |                                |                                |                                |                                |                                |                                |

## Recorrido y paradas
NOTA: Debido a las obras de ampliación de la línea 11 de Metro, las paradas sombreadas en naranja sustituyen a aquellas sombreadas en rojo.

### Sentido Ensanche de Vallecas
| Código | Parada                                    | Común con                           | Conexiones con Metro y Cercanías | Otros |
| ------ | ----------------------------------------- | ----------------------------------- | -------------------------------- | --- |
| 5443   | CIBELES-AYUNTAMIENTO                      | N10 N11 N25                         | Banco de España                  | Líneas N1, N2, N3, N4, N5, N6, N7, N8, N9, N10, N11, N12, N13, N14, N15, N16, N17, N18, N19, N20, N21, N22, N23, N24, N25, N26 y Exprés Aeropuerto (N27) |
| 77     | Neptuno                                   | N10 N11 N12 N13 N14 N15 N17 N25 N26 |                                  | |
| 79     | Museo del Prado-Jardín Botánico           | N10 N11 N12 N13 N14 N15 N17 N25 N26 |                                  | |
| 81     | Prado-Atocha                              | N10 N11 N12 N13 N14 N15 N17 N25 N26 | Estación del Arte                | N401 N402 N403 N801 N805 N806 N807 |
| 1401   | Estación de Atocha                        | N10 N11 N13 N25                     | Atocha                           | N802 N803 N804 |
| 2046   | Basílica de Atocha                        | NC2                                 |                                  | NC1 |
| 1402   | Basílica de Atocha                        | NC2                                 |                                  | NC1 |
| 2048   | Reina Cristina                            | NC2                                 |                                  | NC1 |
| 2130   | Mariano de Cavia                          | NC2                                 |                                  | NC1 |
| 2128   | Mediterráneo                              |                                     |                                  | |
| 2126   | Av. Mediterráneo-Conde de Casal           | NC2                                 | Conde de Casal                   | NC1 |
| 2605   | El Bosco-Maruja García Romero             |                                     |                                  | |
| 2606   | El Bosco-Pérez de Ayala                   |                                     |                                  | |
| 2608   | El Bosco-Pío Felipe                       |                                     |                                  | |
| 4341   | El Bosco-Humanes                          |                                     |                                  | |
| 3353   | Mediterráneo-Pablo Neruda                 | N301 N302 N303                      |                                  | |
| 2612   | Mediterráneo-Democracia                   | N301 N302 N303                      |                                  | |
| 2622   | Mediterráneo-Puentelarra                  |                                     |                                  | |
| 2620   | Castrillo de Aza                          |                                     |                                  | |
| 2621   | Avenida Santa Eugenia-Castrillo de Aza    |                                     |                                  | |
| 2617   | Avenida Santa Eugenia-Virgen de las Viñas |                                     |                                  | |
| 3970   | Avenida Santa Eugenia-Fuentespina         |                                     |                                  | |
| 5533   | Real de Arganda-Ensanche de Vallecas      |                                     |                                  | |
| 1033   | Real de Arganda                           |                                     |                                  | |
| 4696   | Montes de Barbanza-Sierra del Eje         |                                     |                                  | |
| 4684   | Congosto-Puerto Porzuna                   |                                     |                                  | |
| 4686   | Congosto-Peña Rivera                      |                                     |                                  | |
| 4697   | Congosto                                  |                                     | Congosto                         | |
| 3979   | Metro La Gavia                            |                                     | La Gavia                         | |
| 3849   | Ensanche de Vallecas-Peñaranda            |                                     |                                  | |
| 3851   | Ensanche de Vallecas-Gutiérrez Maroto     |                                     |                                  | |
| 3853   | Metro Las Suertes                         |                                     | Las Suertes                      | |
| 3964   | Ensanche de Vallecas-Embalse de Pinilla   |                                     |                                  | |
| 3965   | Metro Valdecarros                         |                                     | Valdecarros                      | |
| 3935   | ENSANCHE VALLECAS                         |                                     | Valdecarros                      | |

### Sentido Plaza de Cibeles
| Código | Parada                                  | Común con                           | Conexiones con Metro y Cercanías | Otros |
| ------ | --------------------------------------- | ----------------------------------- | -------------------------------- | --- |
| 3935   | ENSANCHE VALLECAS                       |                                     | Valdecarros                      | |
| 5531   | Las Suertes-Gran Vía del Sureste        |                                     |                                  | |
| 5536   | Las Suertes-Antonio Gades               |                                     |                                  | |
| 4242   | Las Suertes-Cañada del Santísimo        |                                     |                                  | |
| 4112   | La Gavia-Centro Comercial               |                                     |                                  | |
| 3956   | Las Suertes-Peñaranda                   |                                     |                                  | |
| 5534   | La Gavia-Las Suertes                    |                                     |                                  | |
| 3977   | La Gavia-Ensanche de Vallecas           |                                     | La Gavia                         | |
| 3950   | Granja San Ildefonso-La Gavia           |                                     |                                  | |
| 3948   | Centro de Salud Ensanche Vallecas       |                                     |                                  | |
| 4699   | Fuentidueña-Centro de Salud             |                                     |                                  | |
| 5312   | Polideportivo Guillén Prim              |                                     |                                  | |
| 4027   | Cabezamesada-Tineo                      |                                     |                                  | |
| 1813   | San Jaime-Puerto Pozazal                |                                     |                                  | |
| 1815   | San Jaime-Sierra Gádor                  |                                     |                                  | |
| 5163   | Sierra Guadalupe-San Jaime              | N25                                 | Sierra de Guadalupe Vallecas     | |
| 1030   | Villa Vallecas                          | N25                                 | Villa de Vallecas                | |
| 1032   | Real de Arganda                         |                                     |                                  | |
| 1034   | Plaza Antonio María Segovia             |                                     |                                  | |
| 4691   | Enrique García Álvarez-Camino Vasares   |                                     |                                  | |
| 2618   | Avenida Santa Eugenia-Puentelarra       |                                     |                                  | |
| 2616   | Avenida Santa Eugenia-Fuentespina       |                                     |                                  | |
| 2615   | Fuentespina                             |                                     |                                  | |
| 2614   | Mediterráneo-Virgen las Viñas           |                                     |                                  | |
| 2623   | Mediterráneo-Castrillo de Aza           |                                     |                                  | |
| 2613   | Mediterráneo-Democracia                 | N301 N302 N303                      |                                  | |
| 2610   | Fuente Carrantona-Arroyo Fontarrón      |                                     |                                  | |
| 2604   | Arroyo Fontarrón-Tacona                 |                                     |                                  | |
| 4594   | Arroyo Fontarrón-Pío Felipe             |                                     |                                  | |
| 4601   | Arroyo Fontarrón-Encomienda de Palacios |                                     |                                  | |
| 2611   | Mediterráneo-Arroyo Fontarrón           | N301 N302                           |                                  | |
| 2125   | Av. Mediterráneo-Conde de Casal         | NC1                                 | Conde de Casal                   | NC2 |
| 2128   | Mediterráneo                            |                                     |                                  | |
| 2129   | Mariano de Cavia                        | NC1                                 |                                  | NC2 |
| 2049   | Reina Cristina                          | NC1                                 |                                  | NC2 |
| 2047   | Basílica de Atocha                      | NC1                                 |                                  | NC2 |
| 1405   | Metro Menéndez Pelayo                   | N10 N25 NC1                         | Menéndez Pelayo                  | NC2 |
| 1403   | Basílica de Atocha                      | NC1                                 |                                  | NC2 |
| 2178   | Museo de Antropología                   | N10 N25                             | Atocha                           | N802 N803 N804 |
| 82     | Prado-Atocha                            | N10 N11 N12 N13 N14 N15 N17 N25 N26 | Estación del Arte                | N401 N402 N403 N801 N805 N806 N807 |
| 5511   | Museo del Prado-Jardín Botánico         | N10 N11 N12 N13 N14 N15 N17 N25 N26 |                                  | |
| 78     | Neptuno                                 | N10 N11 N12 N13 N14 N15 N17 N25 N26 |                                  | |
| 5443   | CIBELES-AYUNTAMIENTO                    | N10 N11 N25                         | Banco de España                  | Líneas N1, N2, N3, N4, N5, N6, N7, N8, N9, N10, N11, N12, N13, N14, N15, N16, N17, N18, N19, N20, N21, N22, N23, N24, N25, N26 y Exprés Aeropuerto (N27) |

## Galería de imágenes

Mapa zonal de la estación de metro de Las Suertes con los recorridos de las líneas de autobuses, entre las que aparece la línea N9.